# كين (ممثل)
كين (KENN) (اسمه الحقيقي كينيتشيرو أوهاشي (大橋賢一郎 أوهاشي كينيتشيرو)) هو ممثل ومطرب ياباني ولد في 24 مارس 1982 في طوكيو.

## أدواره في الأنمي

### مسلسلات أنمي تلفزيونية
- يوغي GX - جايدن يوكي
- برج درواغا 〜the Aegis of URUK〜 - جيل
- برج درواغا 〜the Sword of URUK〜 - جيل
- ما وراء الحدود - أكيهيتو كانبارا
- إخوة الفضاء - هيبيتو نانبا
- إير جير - كازوما ميكورا
- كاتيكيو هيتمان ريبورن! - دينو (الصوت الثاني)
- الخادم الأسود 2 - رونالد نوكس
- الخادم الأسود Book of Circus - رونالد نوكس
- توريكو - تاكيمارو
- لاست إكسايل: فام ذات الأجنحة الفضية - فريتز
- حماس كرة القدم - كوتا فورويا
- مونسونو - تشيس سونو
- الوحوش الطفيلية: ثوابت النجاة - ميتسوؤو
- جولة الربيع الأزرق - أيا كوميناتو
- أص الديناري - توشيكي كارلوس كاميا
- يونا فتاة الفجر - تاي-وو
- ماجين بون - شوغو ريوجين
- دورارارا!! ×2 المنتصف - إيجيرو شاراكو
- دورارارا!! ×2 الخاتمة - إيجيرو شاراكو
- بطولات أرسلان - غيف
- دايز - مايومي هيمورا

### أفلام أنمي
- يوغي: روابط تتخطى الزمن - جايدن يوكي
- إخوة الفضاء #0 - هيبيتو نانبا

## أدواره في ألعاب الفيديو
- فينيكس رايت: إيس أتورني: دوال ديستنيز - أبولو جاستيس
- يوغي ARC-V تاغ فورس سبيشال - جايدن يوكي

## أدواره في الدبلجة اليابانية
- غلي - إليوت غيلبرت
- موردكاي - موريس

## وصلات خارجية
- كين على موقع IMDb (الإنجليزية)
- كين على موقع ميوزك برينز (الإنجليزية)
- كين على موقع قاعدة بيانات الفيلم (الإنجليزية)
- كين على موقع ANN person (الإنجليزية)